# Arachnis longicaulis
Arachnis longicaulis là một loài thực vật có hoa trong họ Lan. Loài này được (Schltr.) L.O.Williams mô tả khoa học đầu tiên năm 1937.